# Kloster Arqakaghni
Das Kloster Arqakaghni (armenisch Արքակաղնի վանք) war ein armenisches Kloster im Süden der Provinz Adana in der heutigen Türkei, neun Kilometer südöstlich der antiken Stadt Mopsuestia, des heutigen Yakapınar im Osten der Çukurova.
Es wurde im Jahr 1122 erbaut und 1915 beim Völkermord an den Armeniern zerstört.

## Namensgebung
Das Kloster hat zwei unterschiedliche Namen:
1. Arqakaghni (oder Arqakaghin), das im Armenischen Königseiche bedeutet, da das Kloster von Eichenbäumen umrundet war.
2. Hachoyakatar (Հաճոյակատար), das in der armenischen Sprache wörtlich Liebster Rücken bedeutet, jedoch mit Mutter Gottes identifiziert wird.

## Außenbau
Das Arqakaghni-Kloster bestand aus mehreren Kirchen und befand sich in einem Wald aus Eichen, Platanen und Olivenbäumen. Die Hauptkirche war der Muttergottes (Surb Astvatsatsin) geweiht.

## Geschichte
Das Arqakaghni-Kloster wurde im Jahre 1122 nach Christus nahe Mopsuestia, einer antiken Stadt im Königreich Kleinarmenien als Sitz des Bischofs von Mopsuestia gegründet. Es war Bibliothek für seltene mittelalterliche armenische Bücher und Manuskripte, Schule und Universität. Es hatte ein Skriptorium und war Zentrum für armenische Volks- und Kirchenmusik.
Die folgenden mittelalterlichen Geschichtswissenschaftler erwähnten das Arqakaghni-Kloster:
- Vardan Areveltsi (Վարդան Արևելցի, XIII Jh.)
- Kirakos Gandzaketsi (Կիրակոս Գանձակեցի, XIII Jh.)[5]
- Smbat Gundstabl (Սմբատ Գունդստաբլ, XIII Jh.)[6]
- Hovhannes Yerznkatsi (Հովհաննես Երզնկացի, XIII cen.)

Der mittelalterliche armenische Autor und Priester Vardan Aygektsi studierte hier.
In den Jahren 1206–08 wurde das Arqakaghni-Kloster Amtssitz des Erzbischofs David Arqakaghneci. Im Kloster wurden König Levon II., sein Vater Stephane (Ստեփանե) und Grigor Apirat beerdigt.
Ein Erdbeben 1269 beschädigte das Kloster, 1284 wurde es wiedererrichtet und blieb bis zu den Massakern an den Armeniern im Vilâyet Adana 1909 in Betrieb, als es erneut zerstört wurde. Während des Völkermords 1915 wurde es endgültig zerstört.